# Кахила
Кахила (на английски: Cahuilla) е Калифорнийско индианско племе обитавало територия от 6200 км2 между планините Сан Бернардино на север и Бореро Спрингс и Чоколат Маунтинс на юг, и между равнината Сан Хасинто на запад и източните склонове на планината Паломар на изток, в днешните Калифорнийските окръзи Ривърсайд и Сан Диего.

## Език
Езика им е близък с езика на купеньо, класифициран към групата Копан на клона Такик на Юто-ацтекското езиково семейство.

## Подразделения
Преди контакта с европейците племето живее в общо 17 села и наброява около 2500 души. През 1910 г. са регистрирани 800 души. През 1990 г. племето наброява общо 1300 души.
По географски признак племето се подразделя на 3 подразделения:
- Пустинни кахила – в северния край на пустинята Колорадо.
- Планински кахила – в планините южно от връх Сан Хасинто.
- Западни кахила или Кахила от прохода – в каньона Палм Спрингс.

## Култура
Всяко от подразделенията се състояло от няколко автономни местни групи, включващи от 3 до 10 разширени семейства, в които наследствеността се предавала по бащина линия. Селата им, малки по обем били разположени в близост до водоизточник. Основно жилище е правоъгълна колиба покрита с папур или слама. Използвали също и прости навеси. Основни храни са жълъдите, диви плодове, семена, мескити и кактусови плодове. Събирали над 200 вида растения използвани за храна, строителни материали и лекарства. От животните ловували планински овце и кози, елени и дребни бозайници. Някои групички се занимавали и по малко със земеделие, особено там, където пустинният климат позволява това. Били изкусни кошничари и грънчари. Производството на керамика вероятно са научили от съседните паюти.
Като цяло племето е било организирано в две разделения – Койот и Дива котка, състоящи се от 12 клана, всеки от който контролира собствена територия. Клановете се събирали заедно по време на церемонии.

## История
Според археологическите доказателства предците на кахила се заселили в южна Калифорния преди повече от 2000 години.
Първата им среща с европейците е през 1774 г. с експедицията на Хуан Батиста де Анса, която преминава през територията им на път за мисията Сан Габриел Архангел. Отдалечеността и изолираността на пустинния район, който обитавали им помогнало да живеят доста дълго време в изолация. Срещат се с американците през 1840-те и поддържат с тях приятелски отношения. През 1852 г. Калифорнийският сенат отказва да ратифицира договора, който дава на племето контрол върху родните земи и техни войни водят няколко нападения срещу заселниците. През 1863 г. епидемия от едра шарка опустошава племето. През 1877 г. Правителството създава няколко резервата за различните групи на племето като излишната земя им е отнета. Днес 9 групи на племето са федерално признати и живеят в 10 резервата в Калифорнийските окръзи Империал, Ривърсайд и Сан Диего.